# Biserica Sfinții Arhangheli Mihail și Gavriil din Feldru

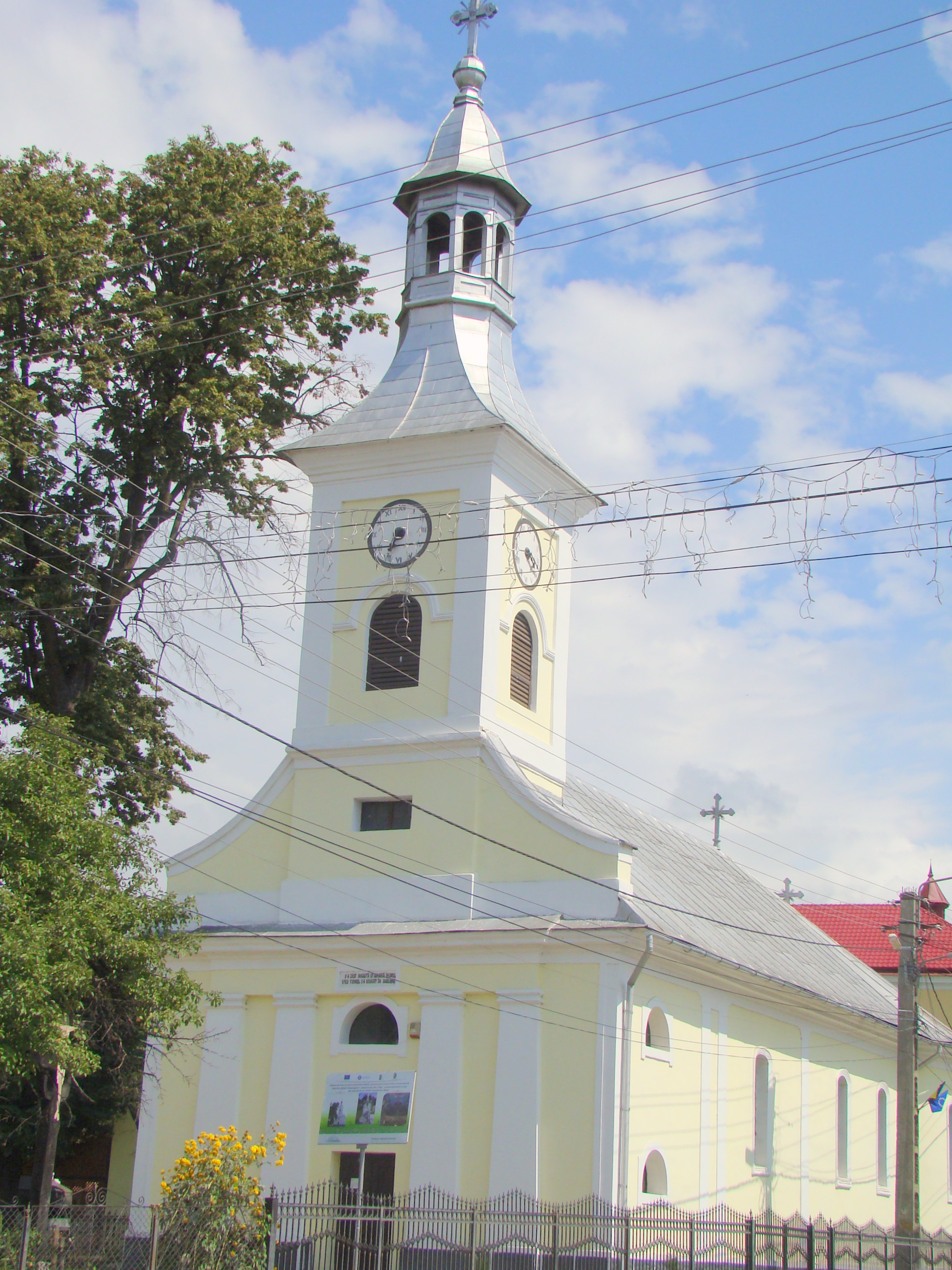
Biserica „Sfinții Arhangheli” din Feldru, județul Bistrița-Năsăud, foto: august 2016.

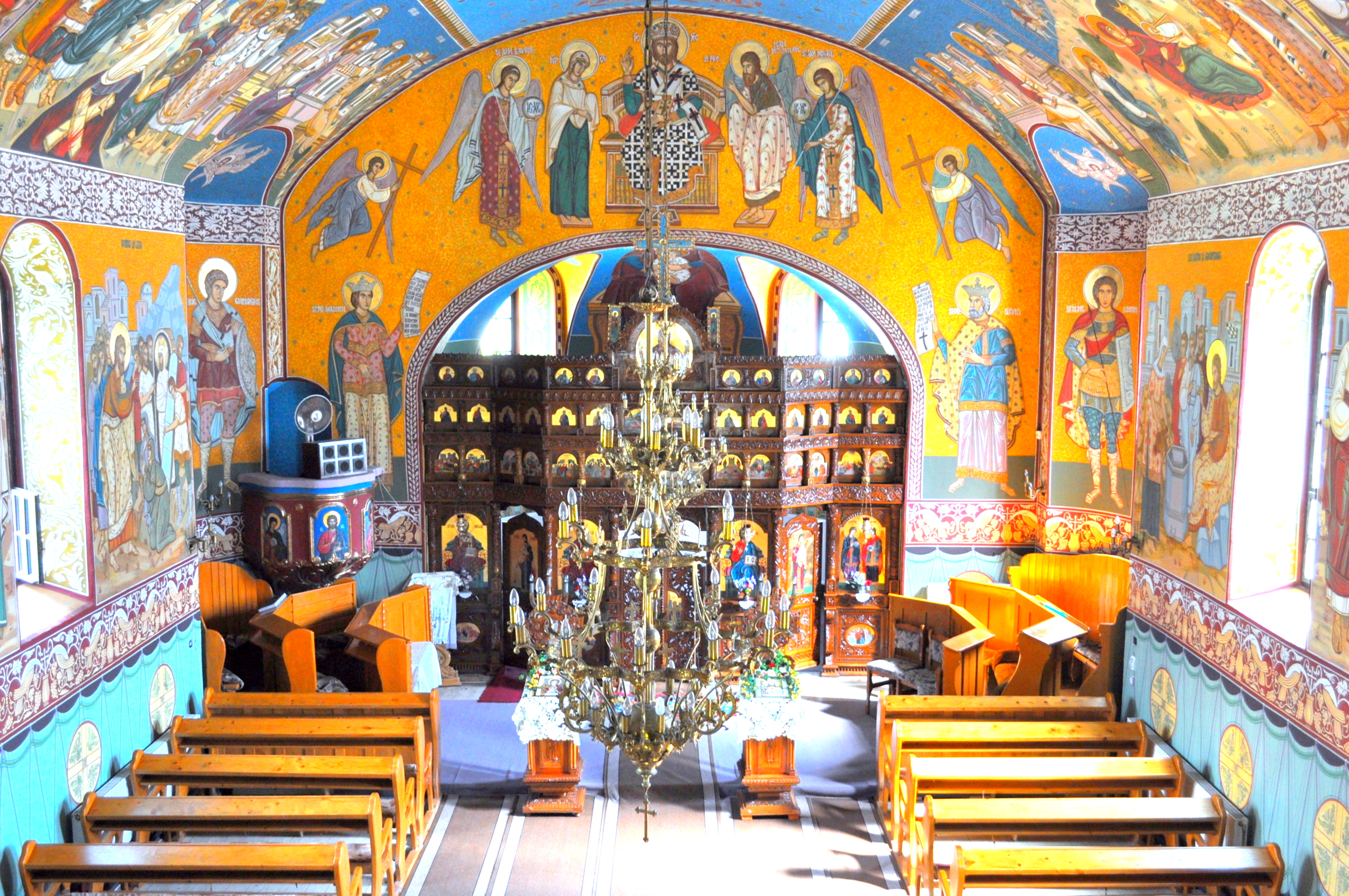
Nava spre iconostas

Biserica „Sfinții Arhangheli Mihail și Gavriil” din Feldru, județul Bistrița-Năsăud, datează din anul 1783.. Biserica se află pe noua listă a monumentelor istorice sub codul LMI 2010  BN-II-m-B-01658.

## Imagini din exterior

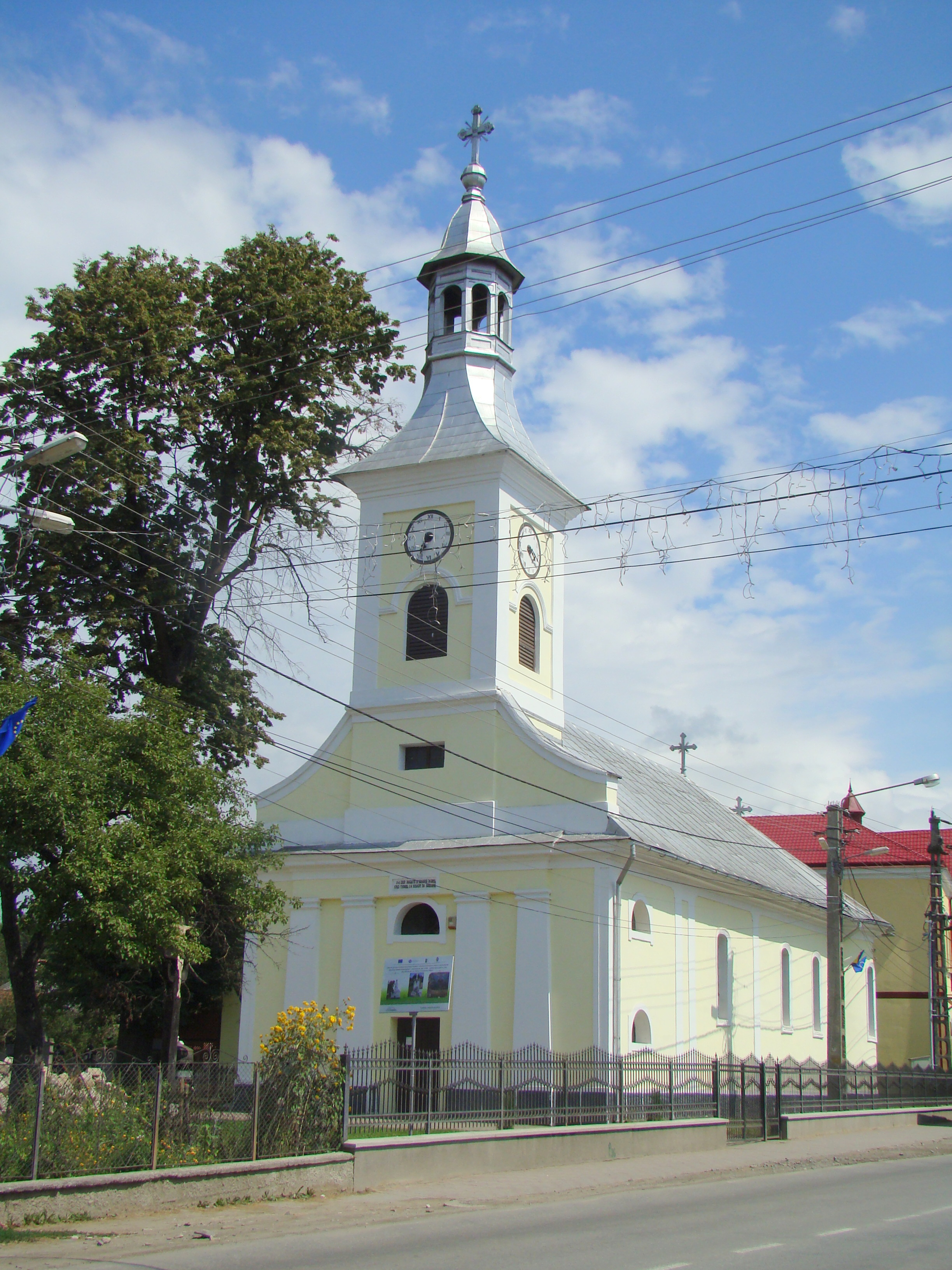
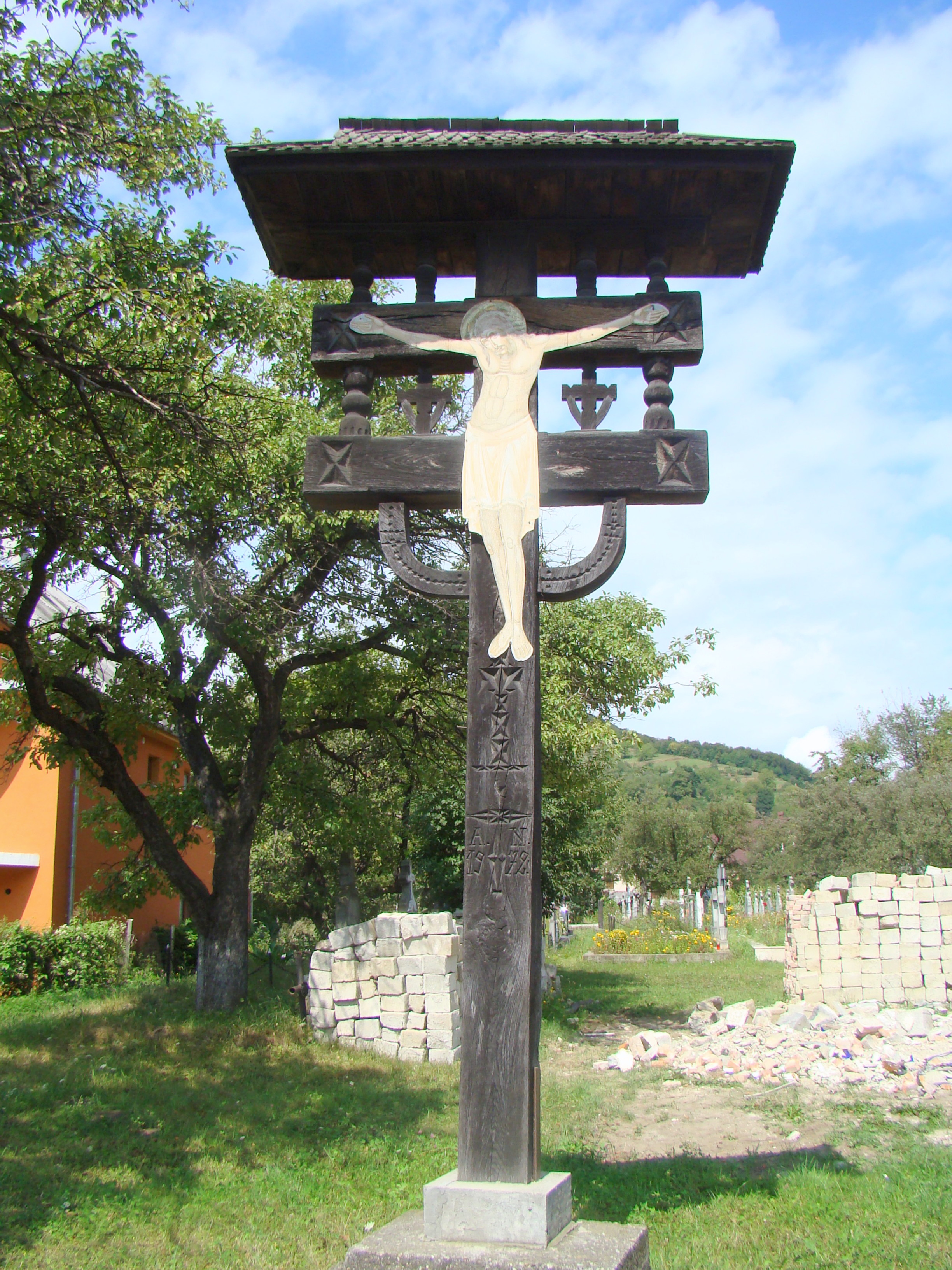
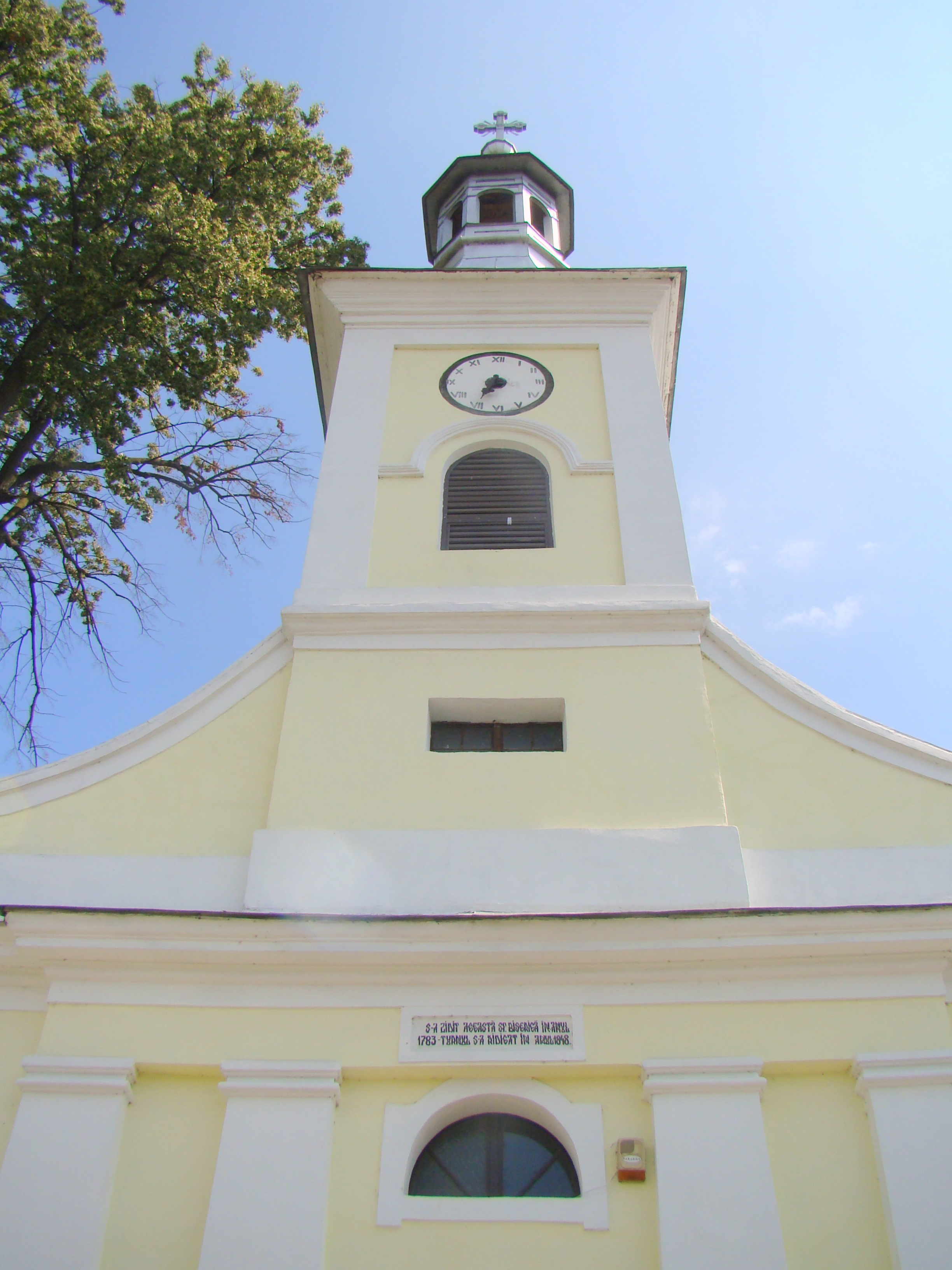
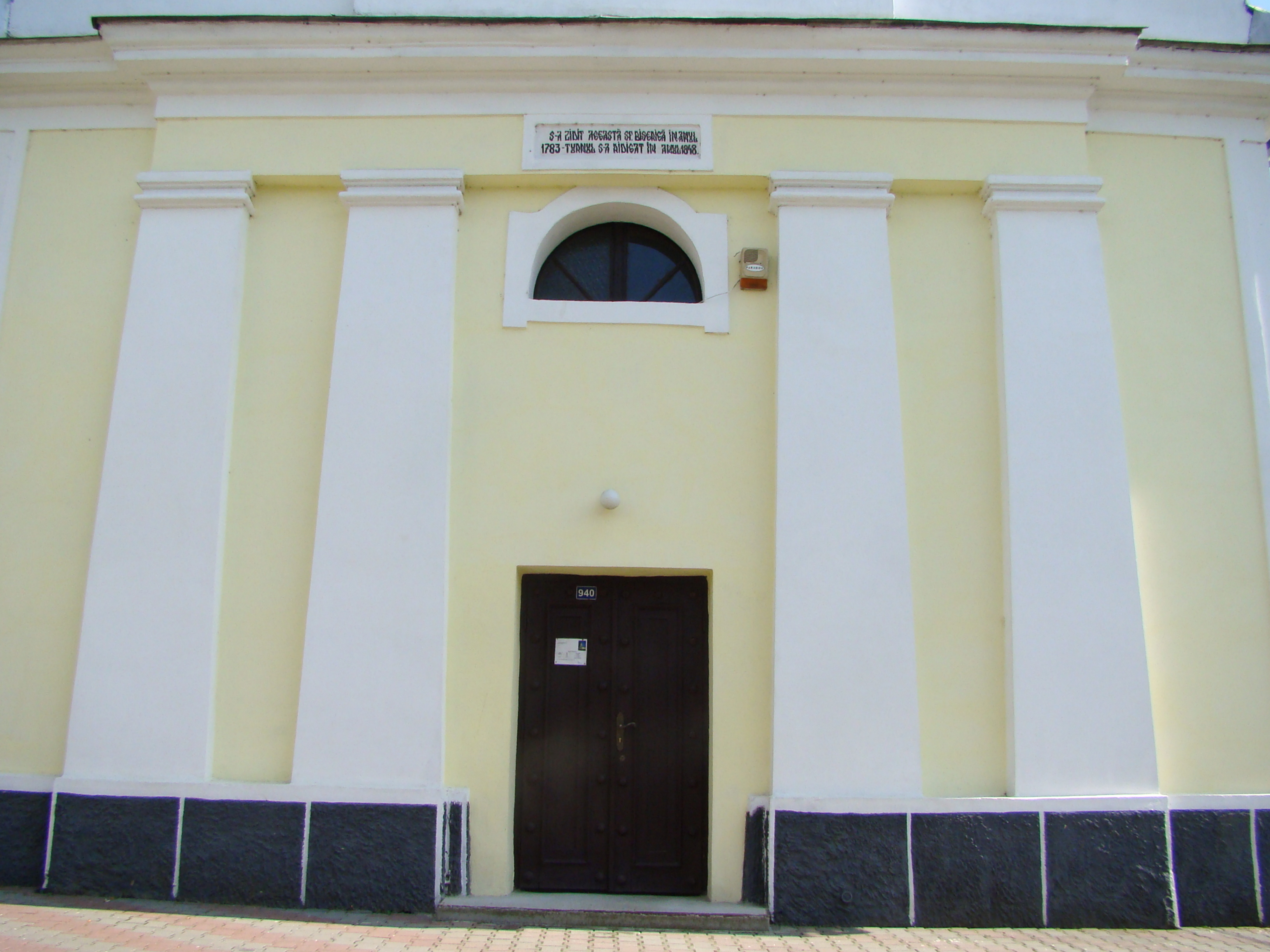
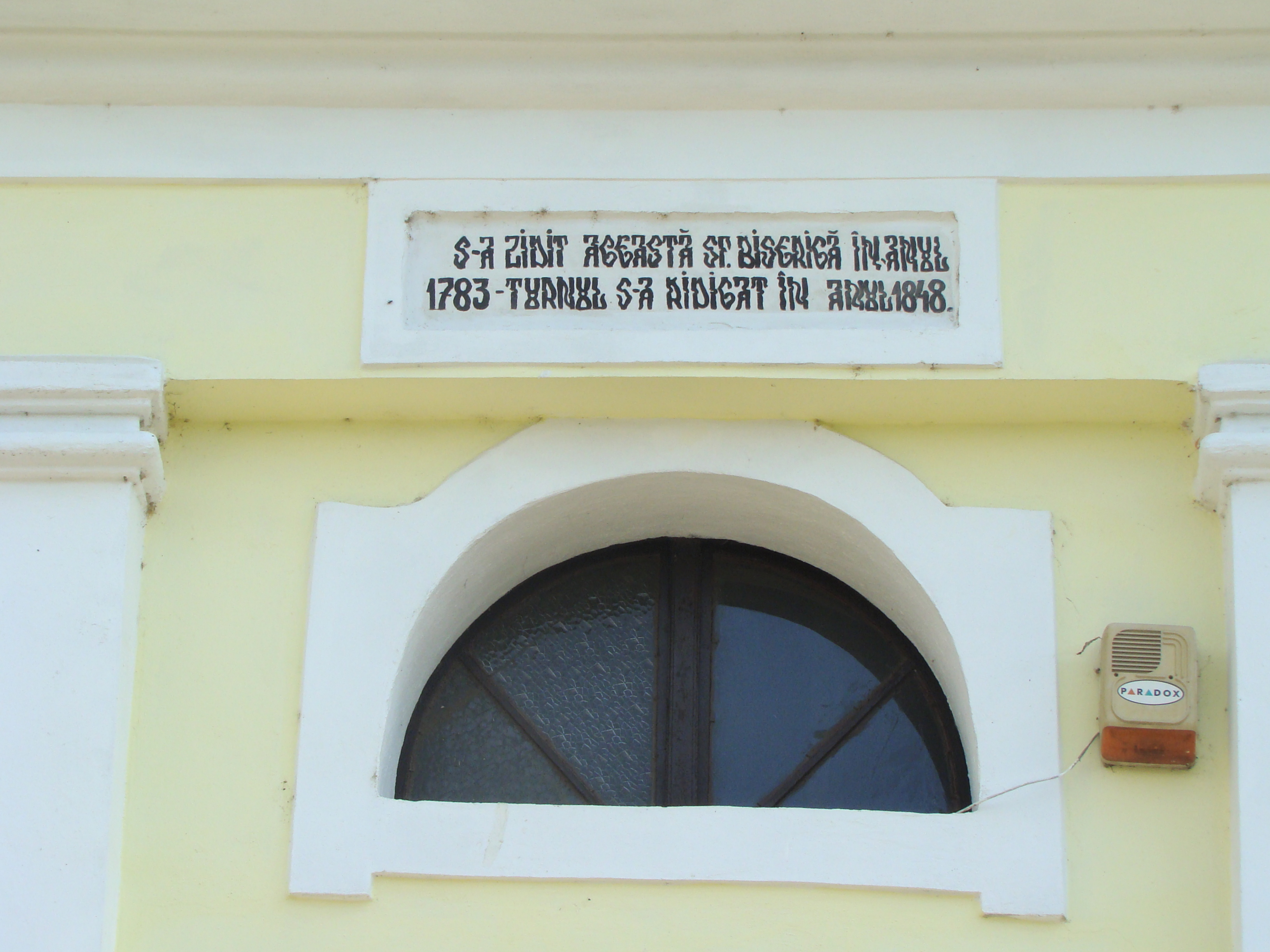
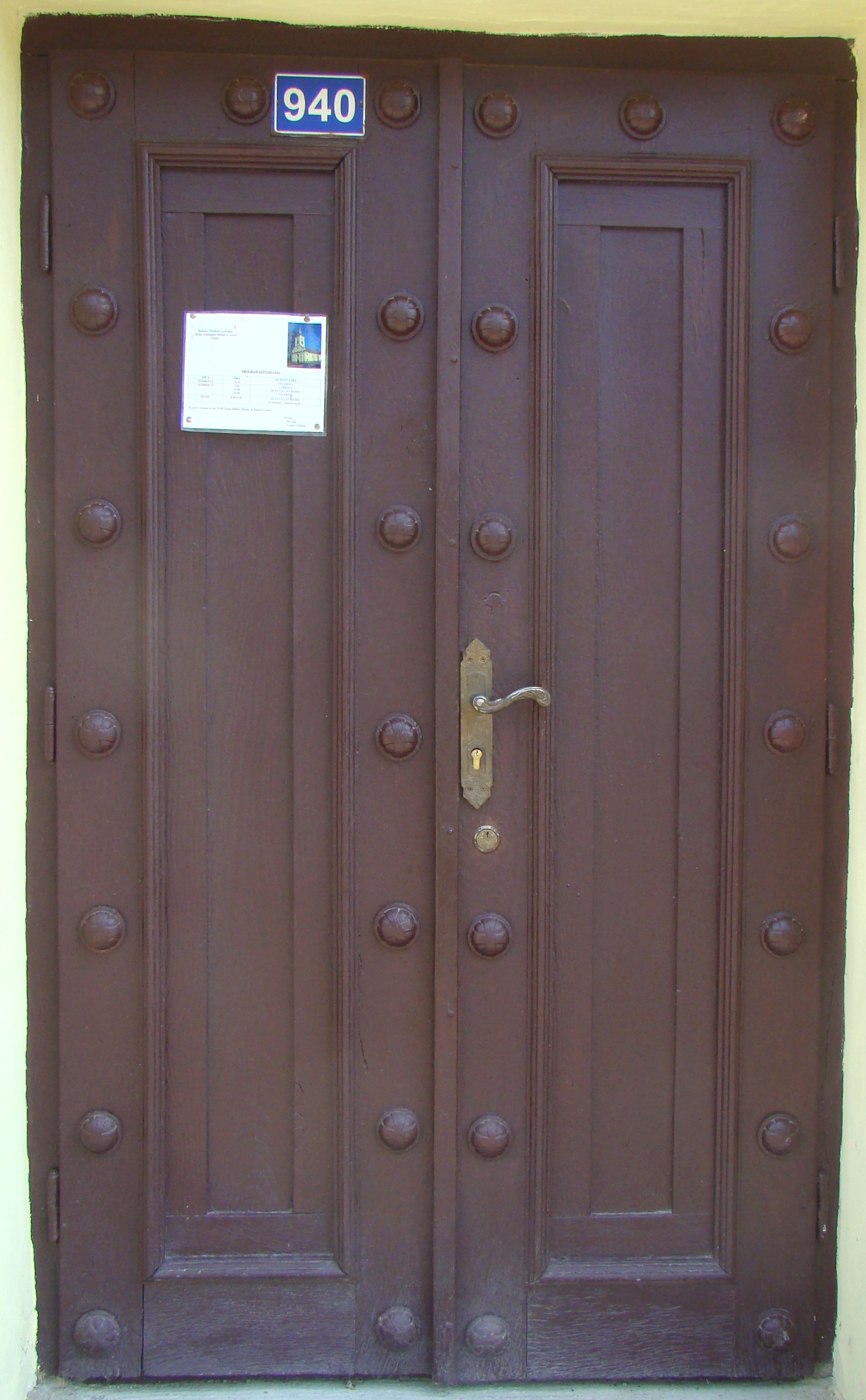
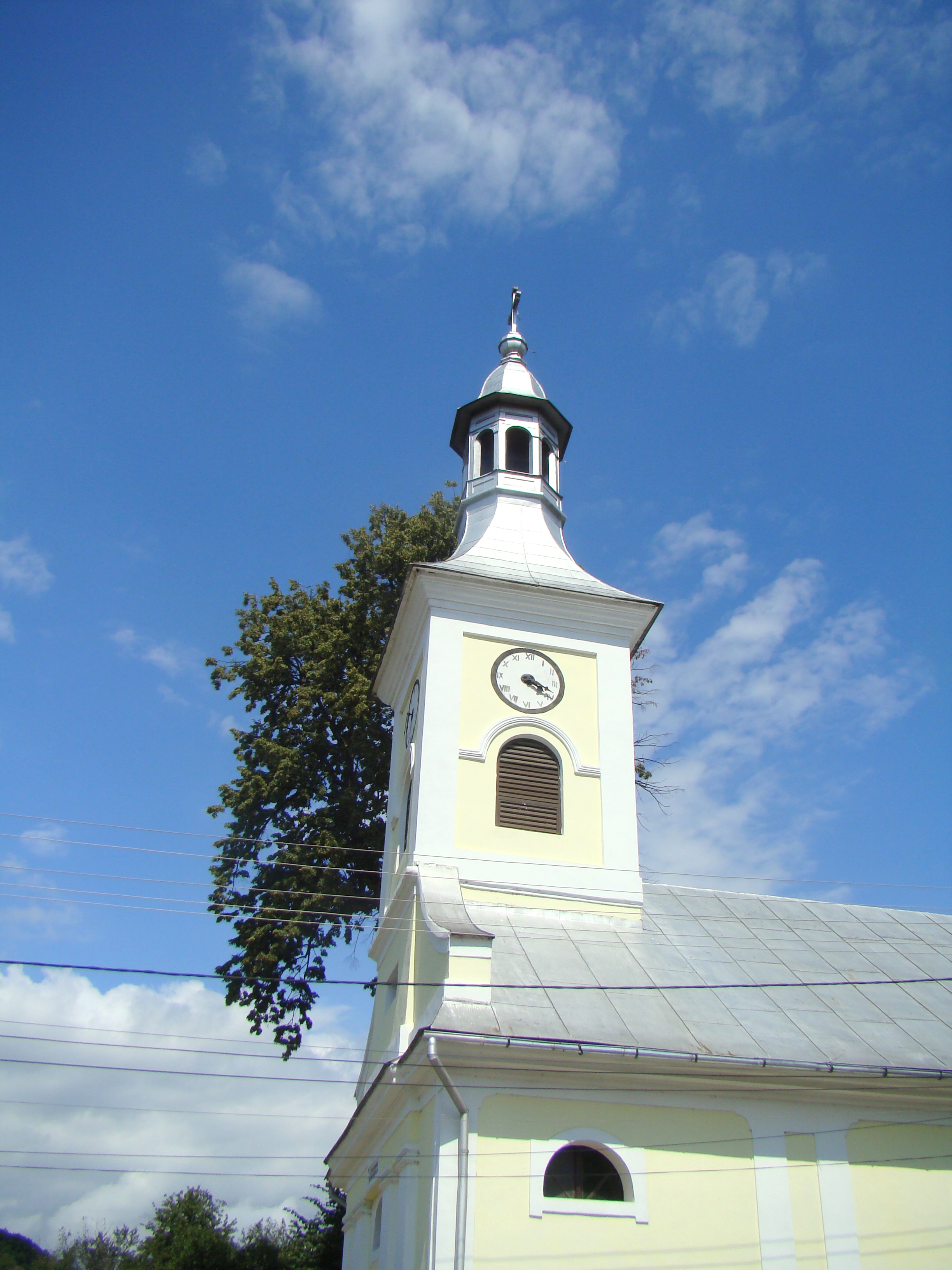
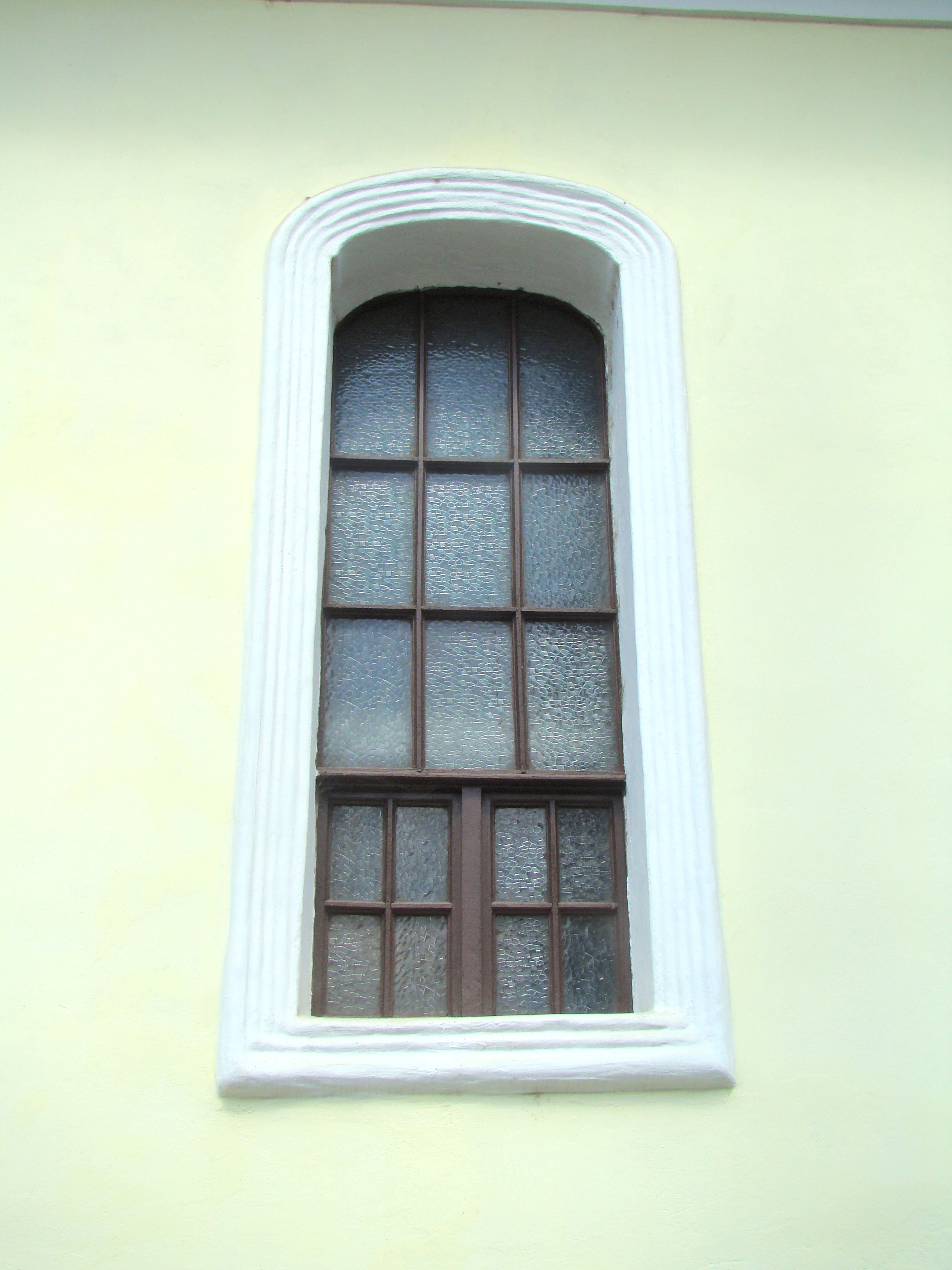
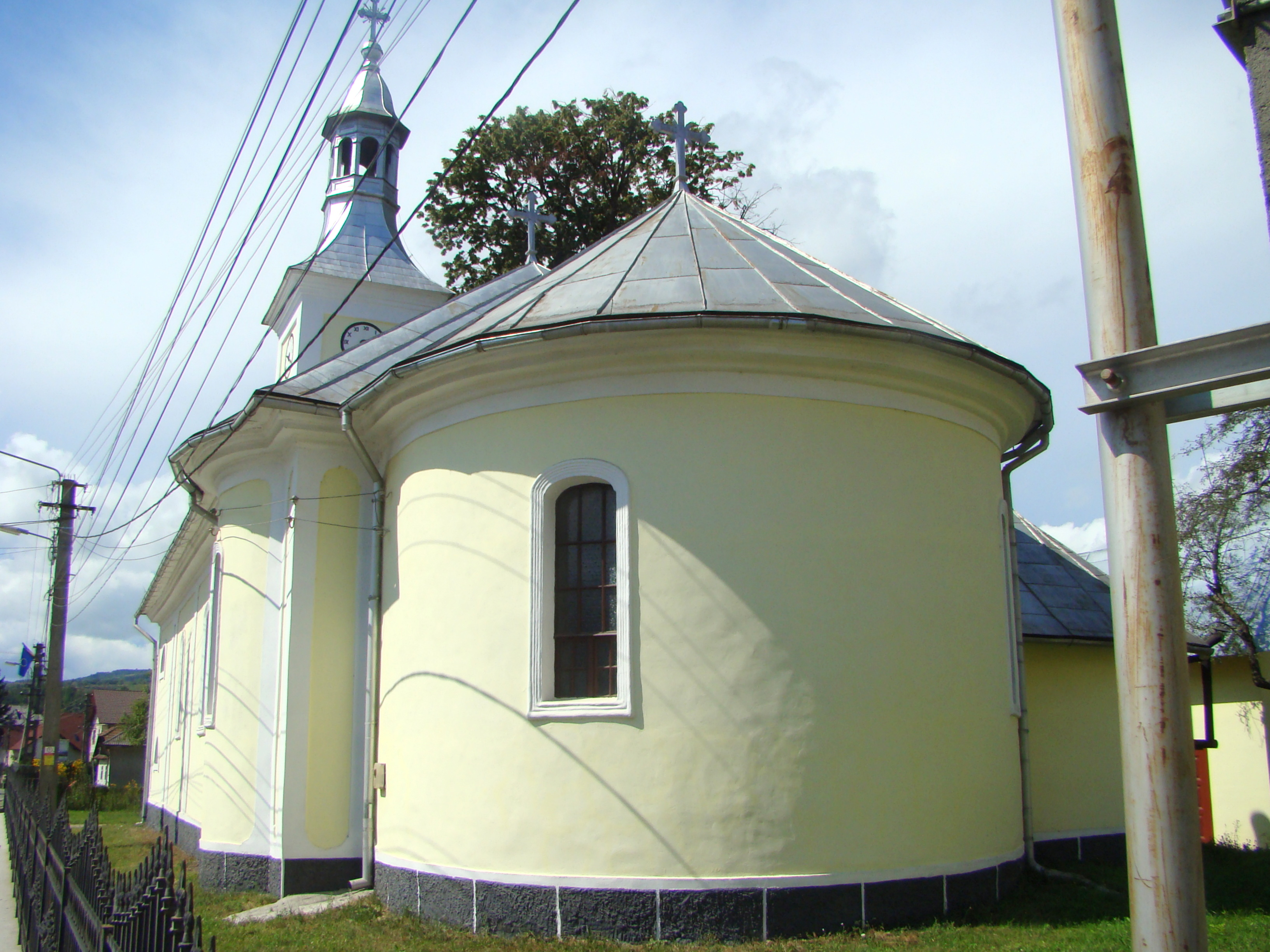
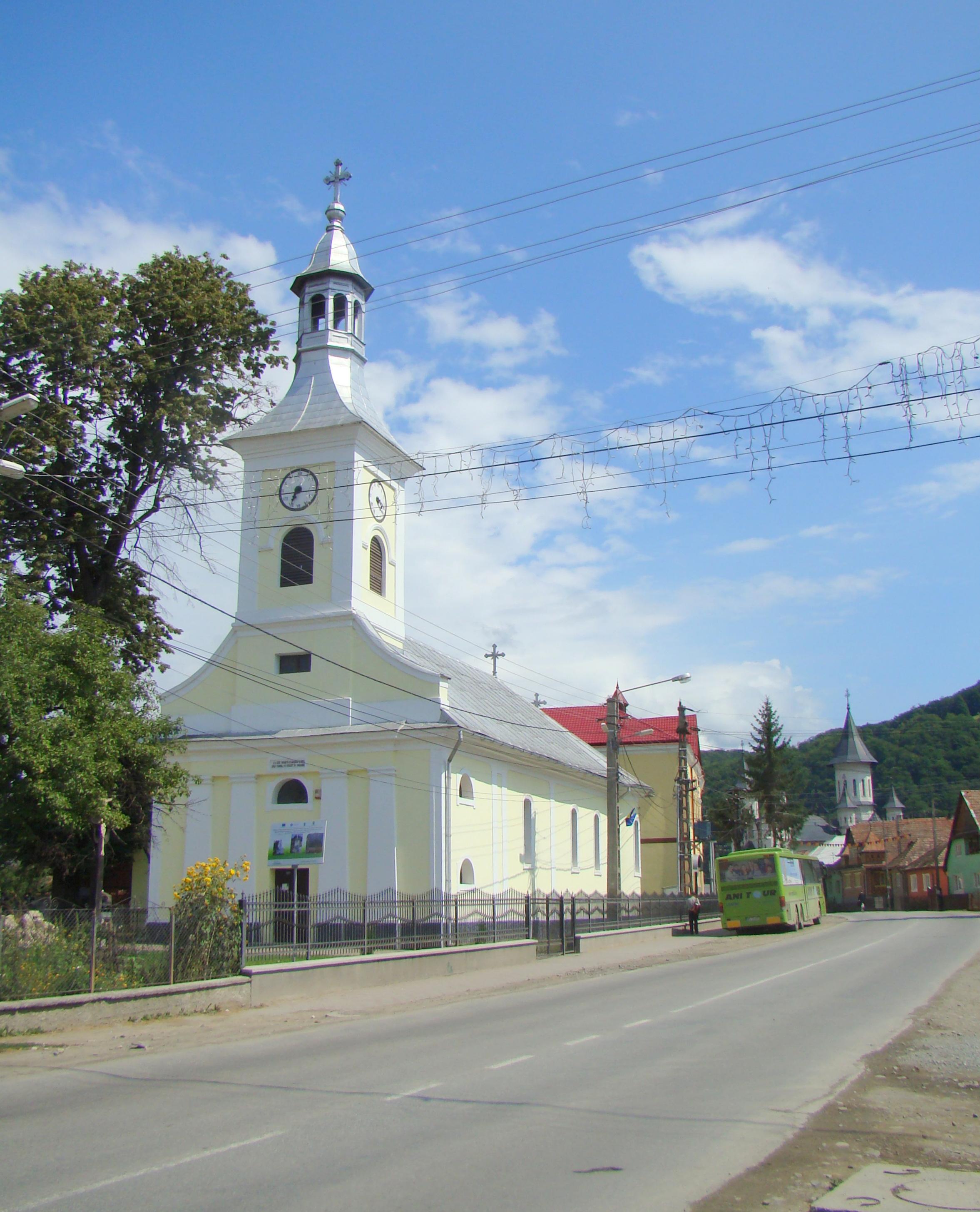

## Localitatea
Feldru (în maghiară: Földra, în trad. „Pe Pământ” sau mai vechiul Nyirmezö, în germană: Felden, Felddorf, Birkenau, Waltersdorf) este satul de reședință al comunei cu același nume din județul Bistrița-Năsăud, Transilvania, România. Prima atestare documentară este din anul 1440, sub denumirea de Nyirmezö.

## Istoric și trăsături
Este o veche biserică greco-catolică (azi, ortodoxă), construită în anul 1783, fiind cea mai veche biserică de zid românească de pe valea Someșului. Turnul datează din anul 1848, când a înlocuit vechea clopotniță de lemn care a ars în timpul revoluției. Ceasul din turn a fost donat în 1898 de Gavrilă Neamțiu. În anul 1900 biserica a fost acoperită cu tablă. Cele mai importante lucrări de reparații au avut loc în 1961 și între anii 1982-1985. Pictura în frescă a fost realizată de pictorul Mihai Chiuariu din Bacău. Vechiul iconostas a fost dus la biserica de lemn din Pleșe fiind înlocuit cu unul nou, din lemn de stejar, realizat de Virgil Armanu, din Grumăzești, județul Neamț. În anul 1986 biserica a fost resfințită de I.P.S. Teofil Herineanu.

## Imagini din interior

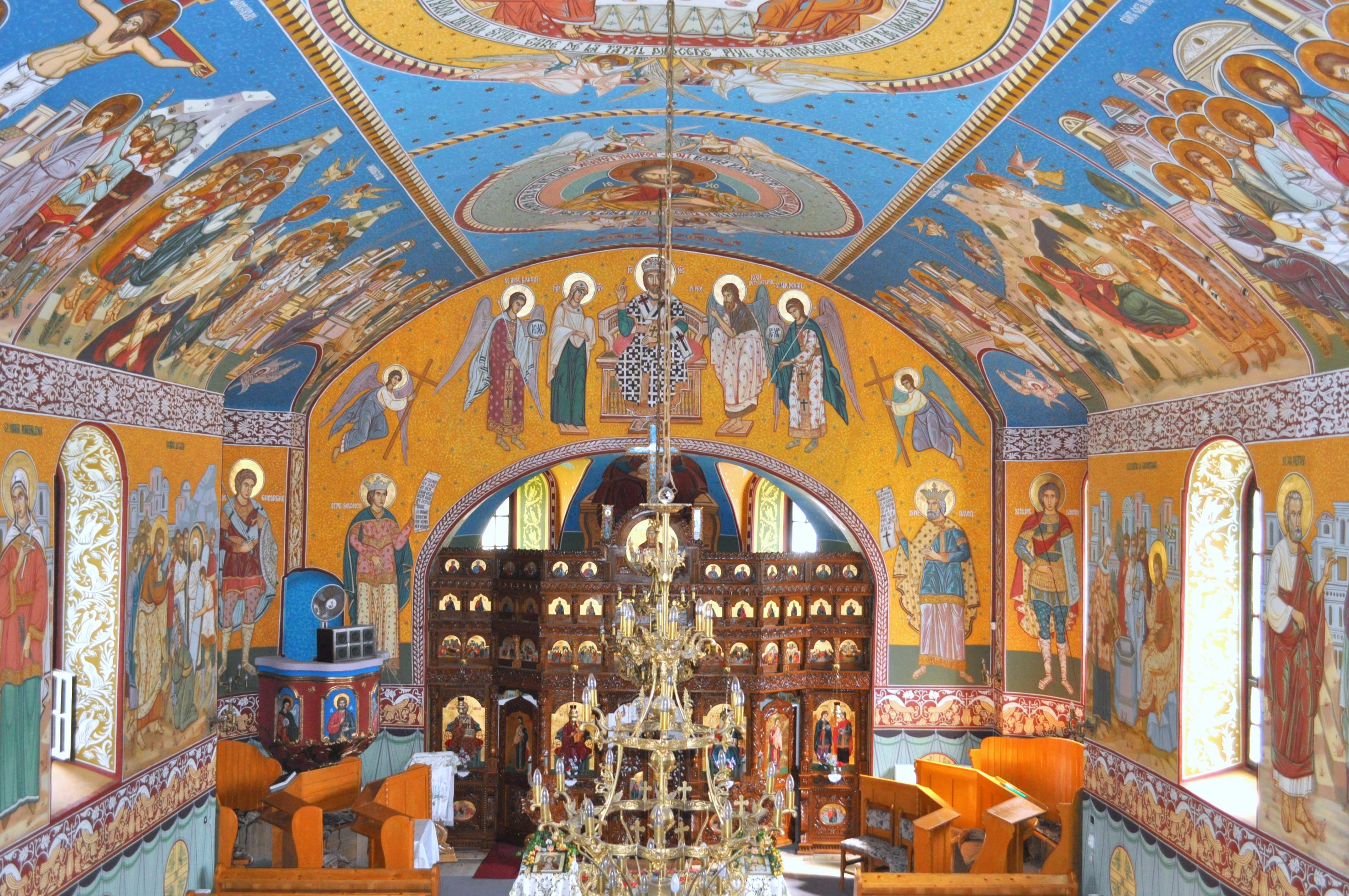
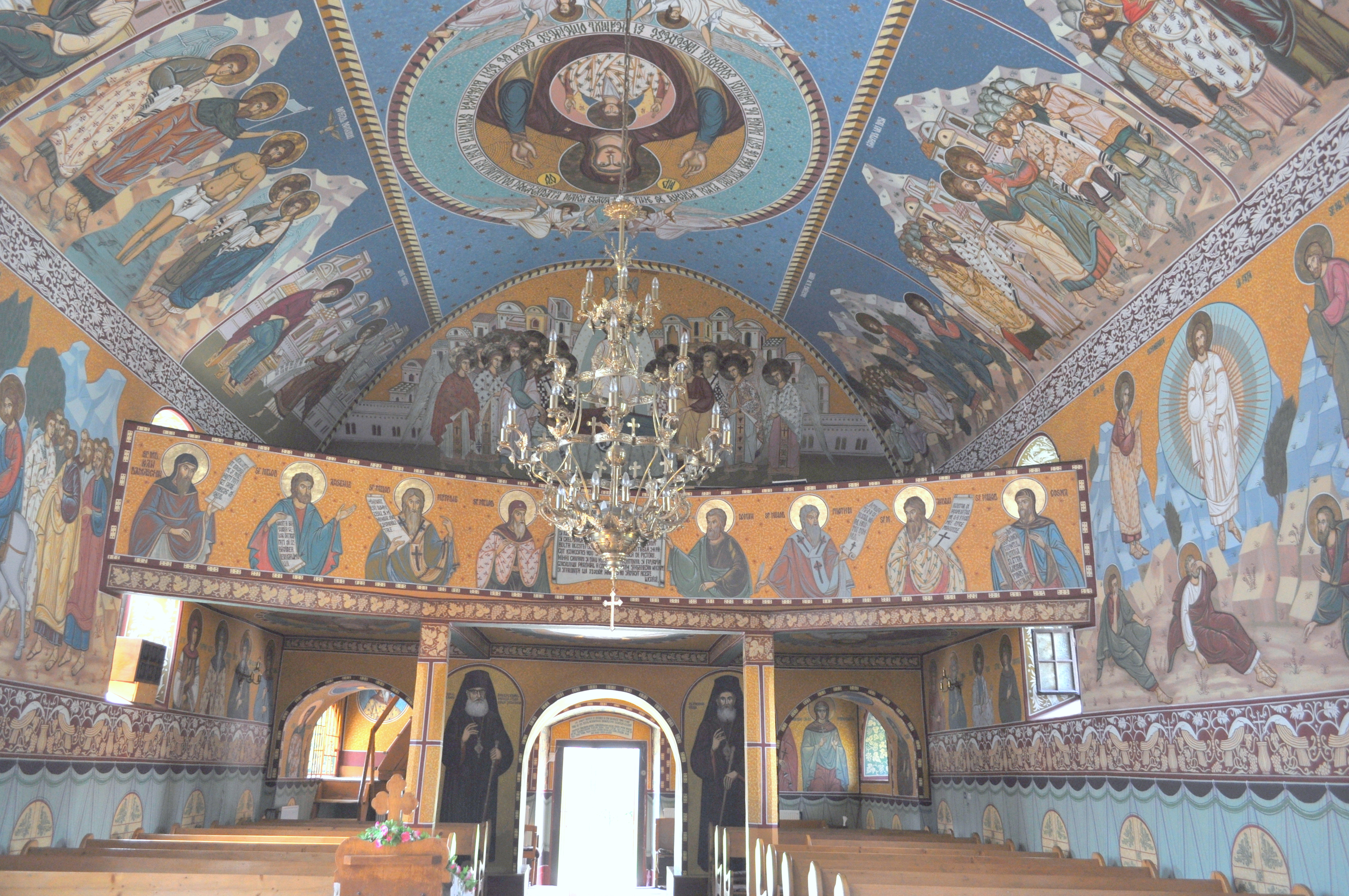
Nava spre ieșire
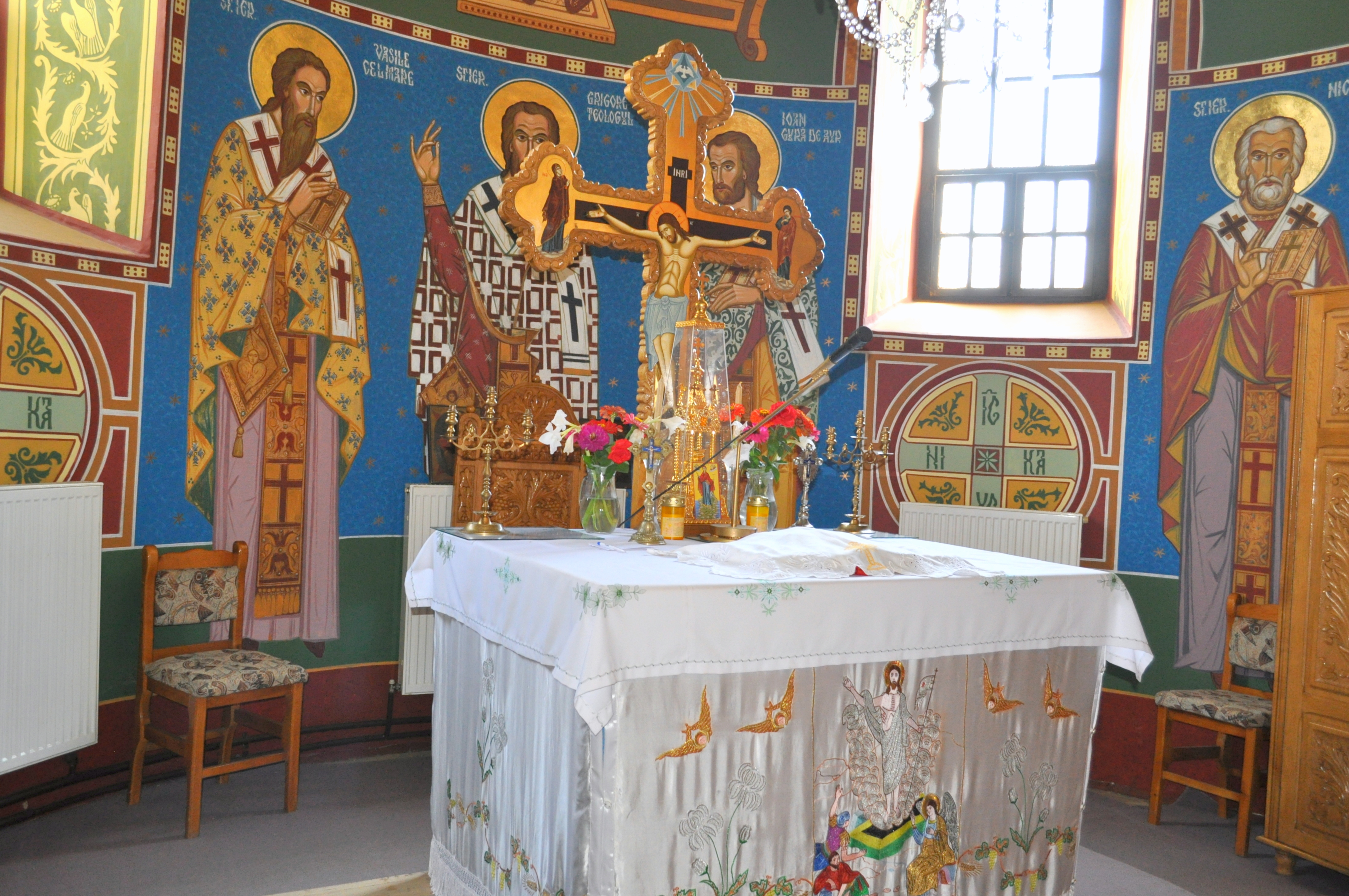
Masa altarului
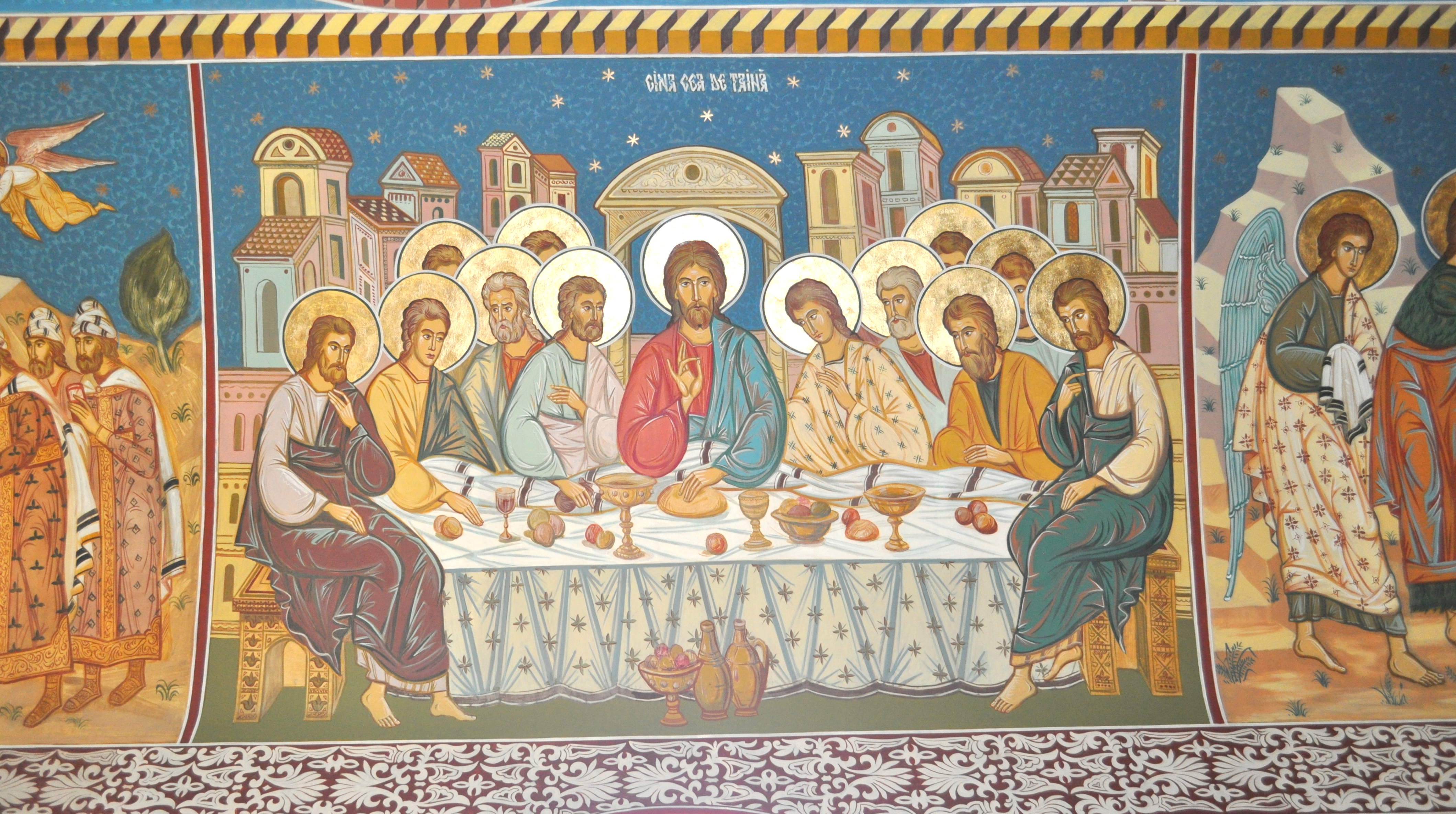
Cina cea de Taină
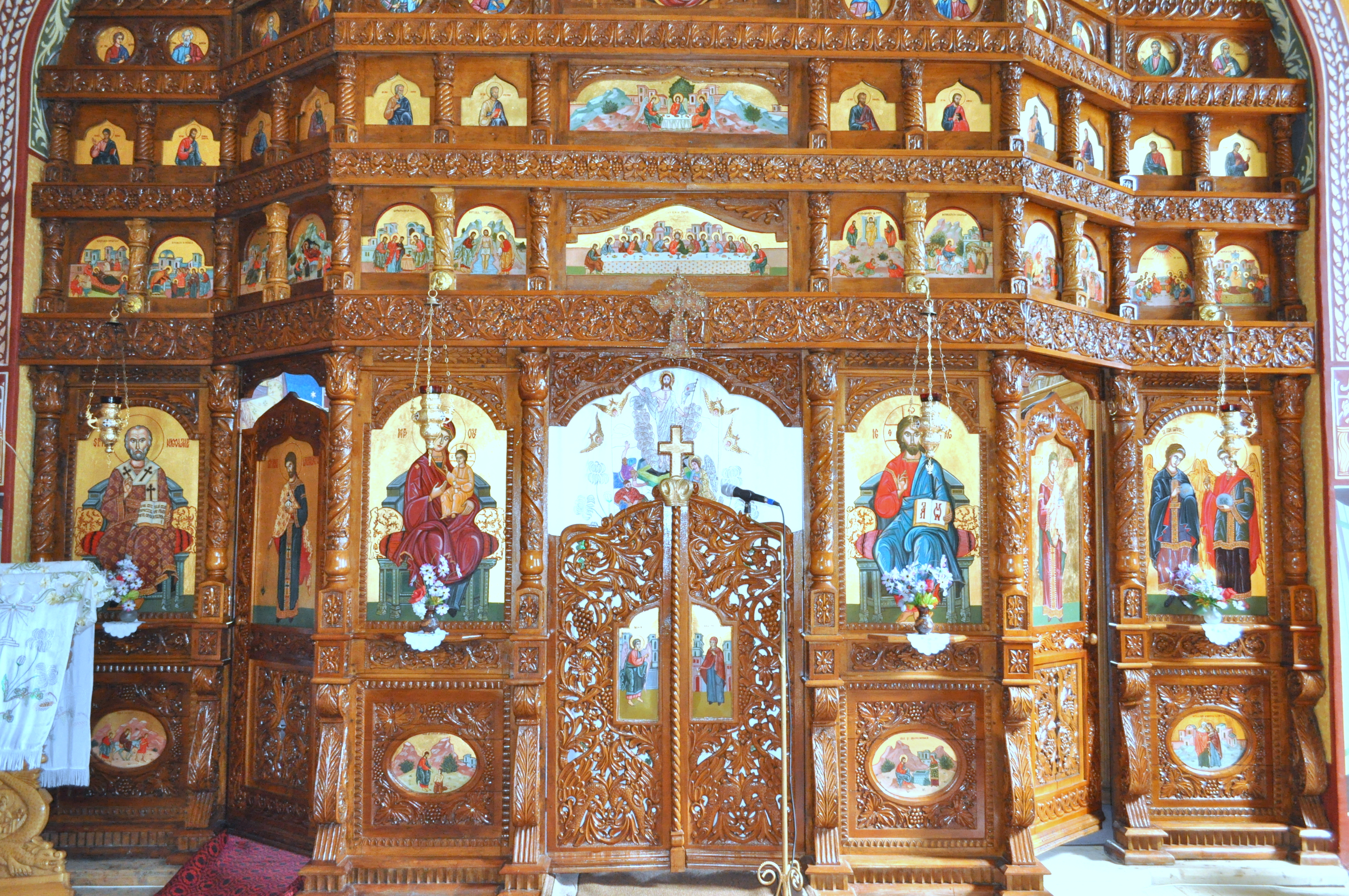
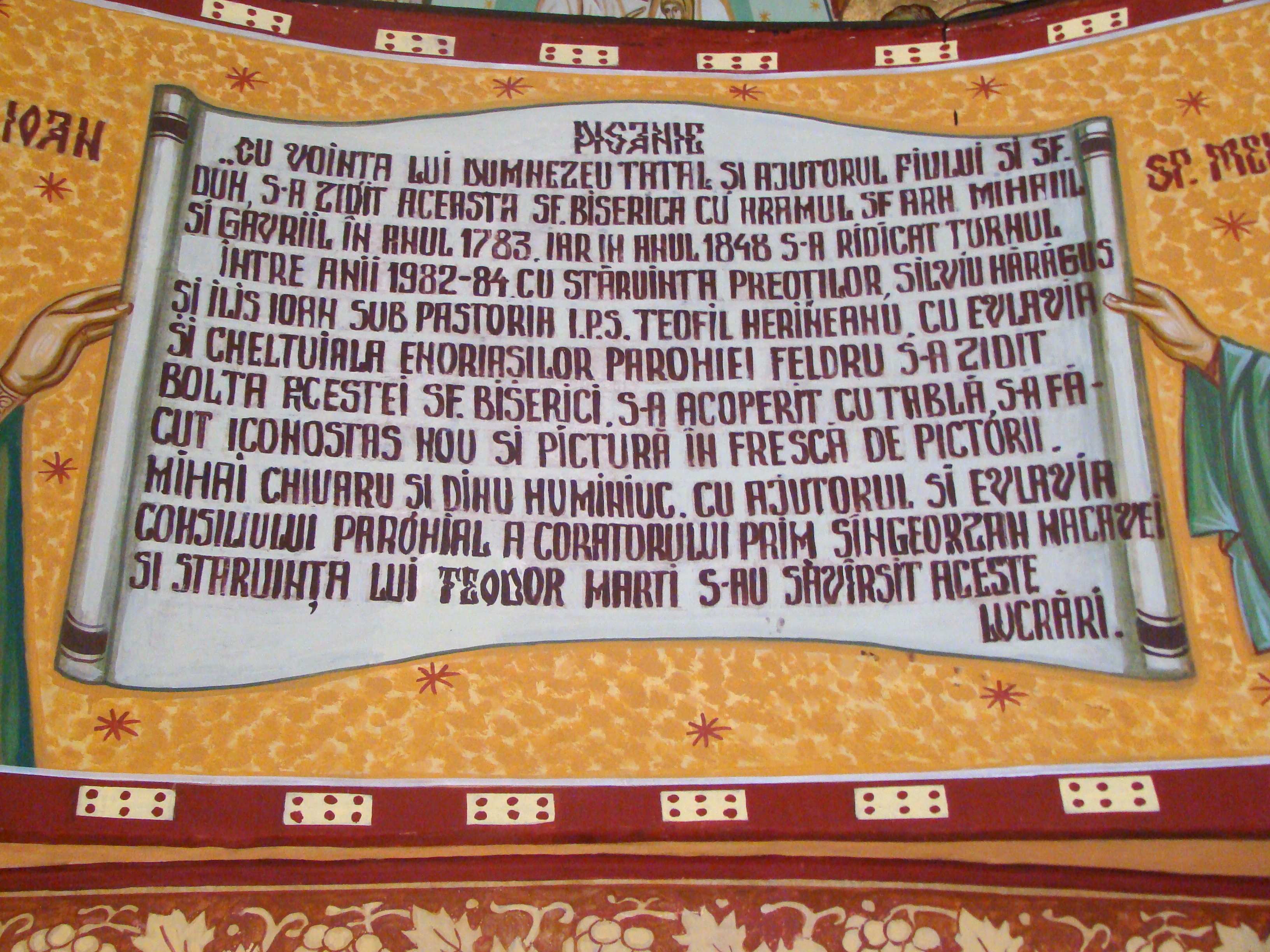
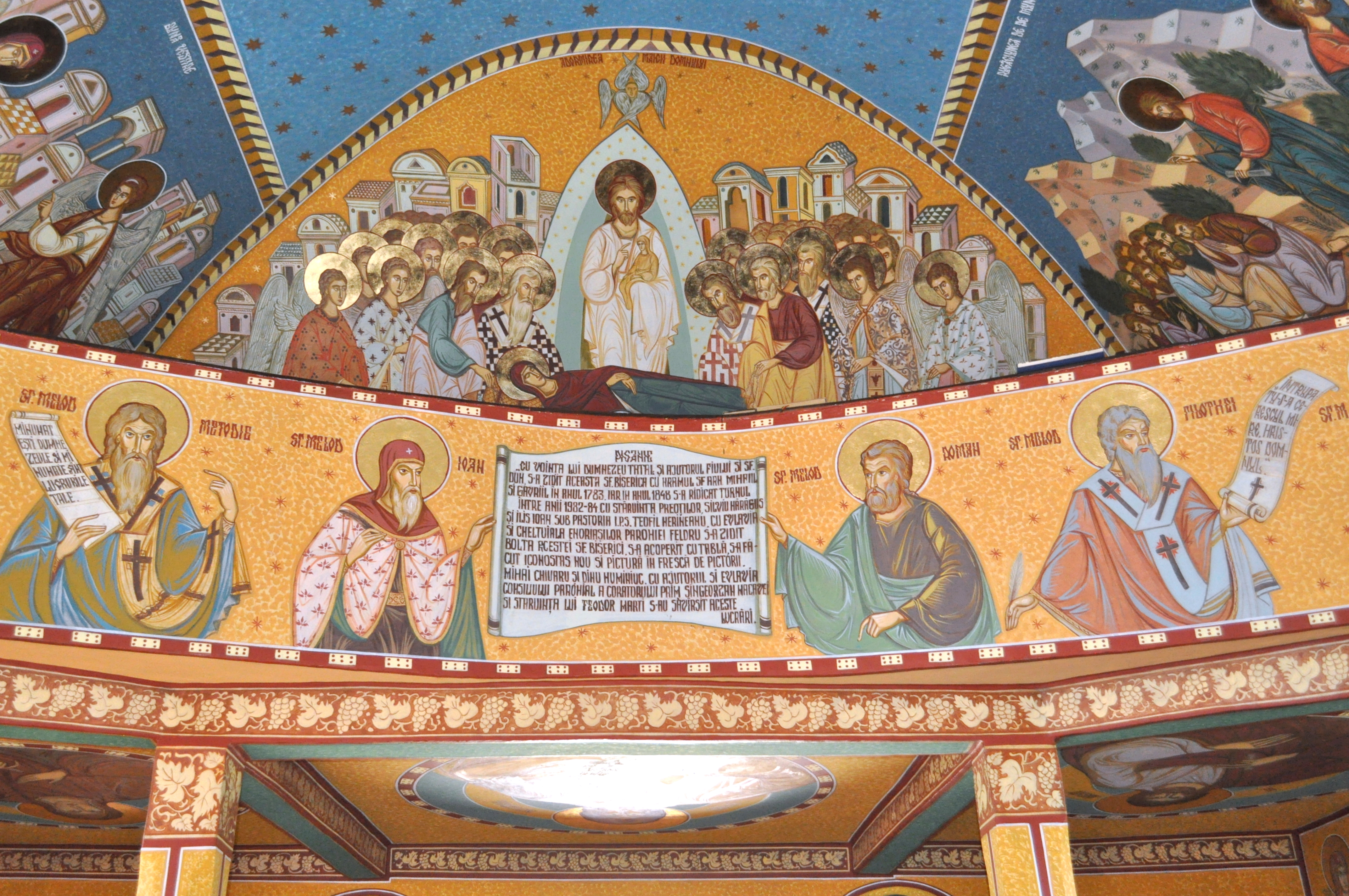
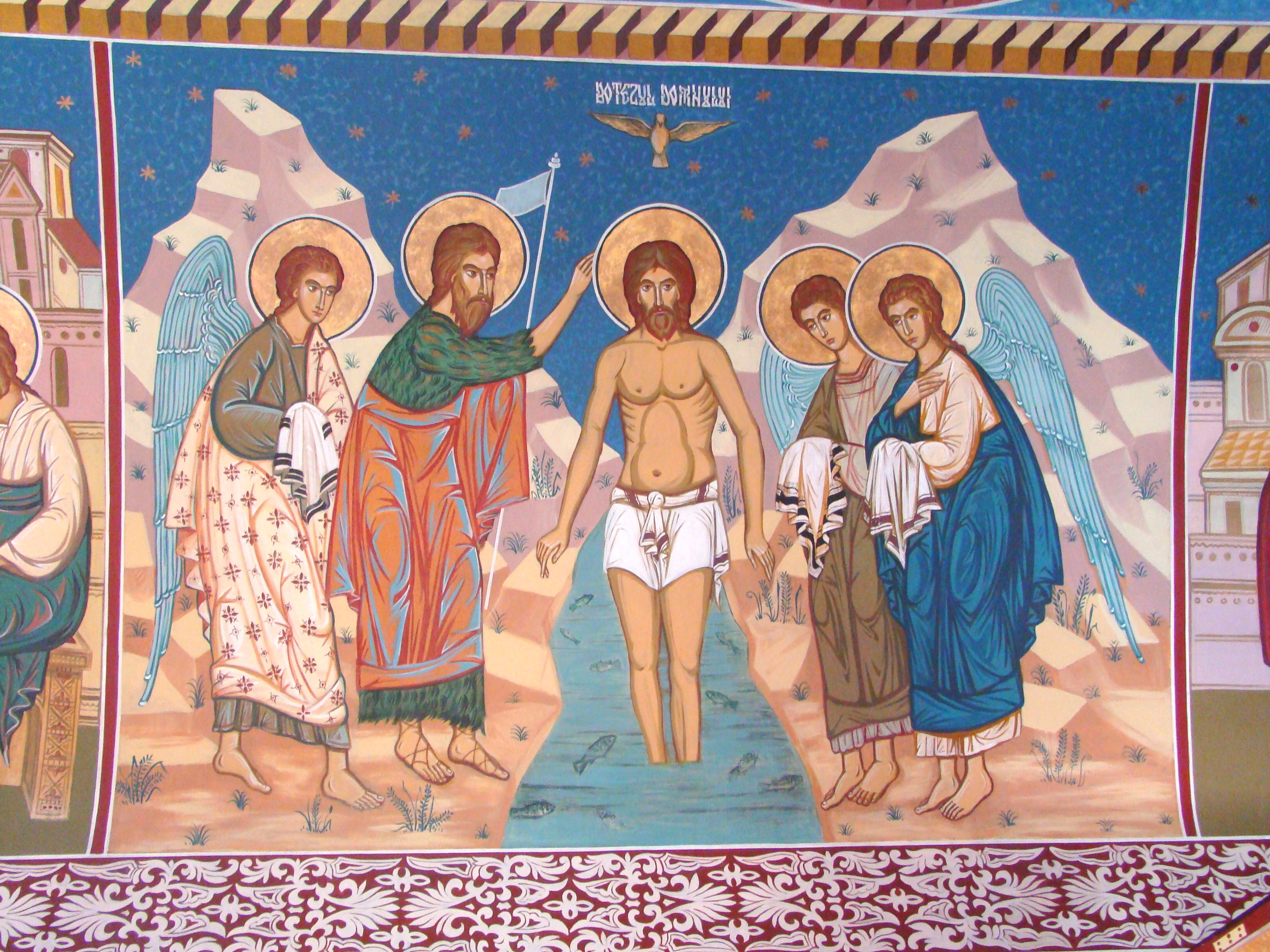
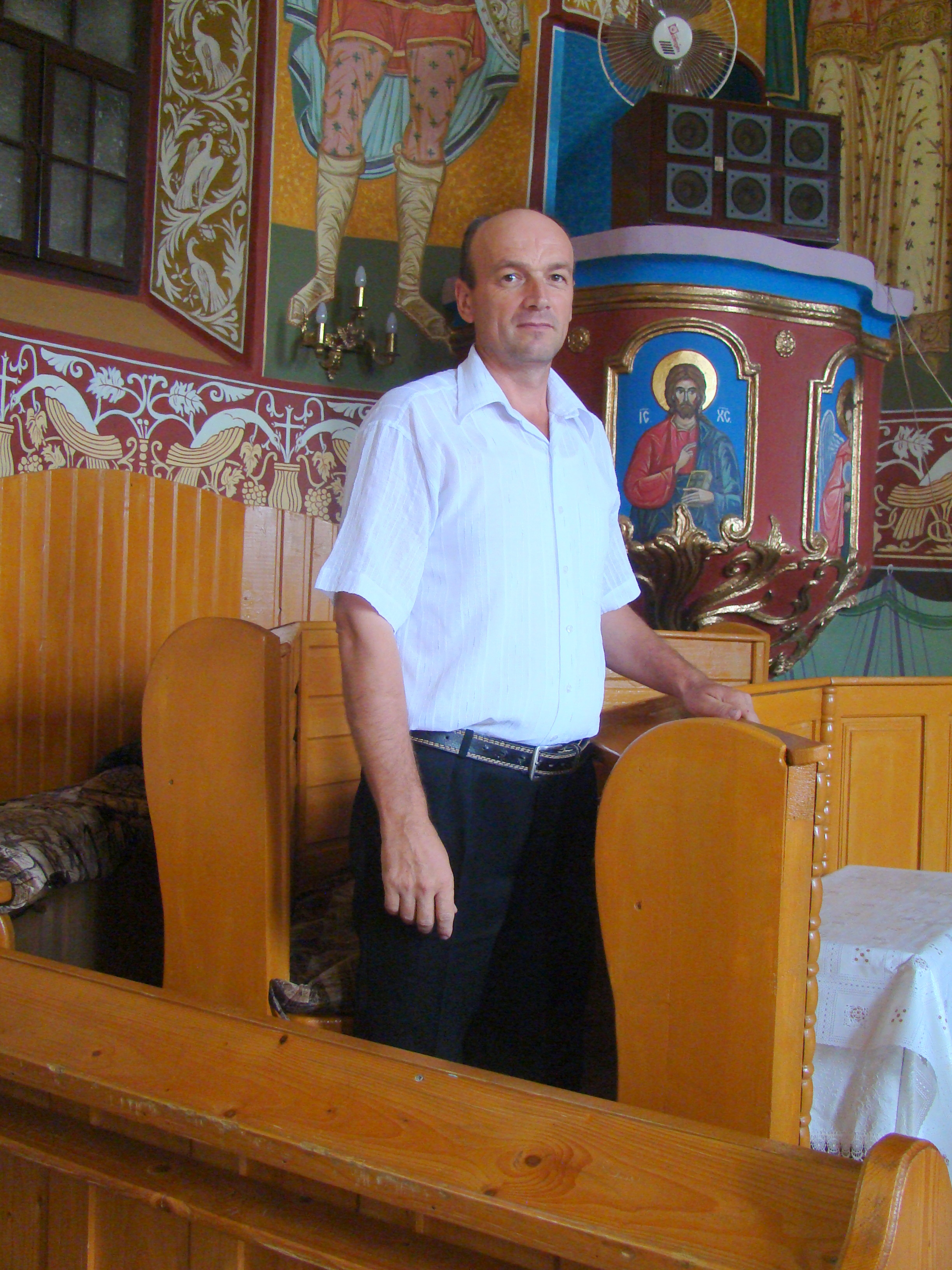
Epitropul bisericii ortodoxe „Sf. Arhangheli Mihail și Gavriil” din Feldru: Cosma Octavian
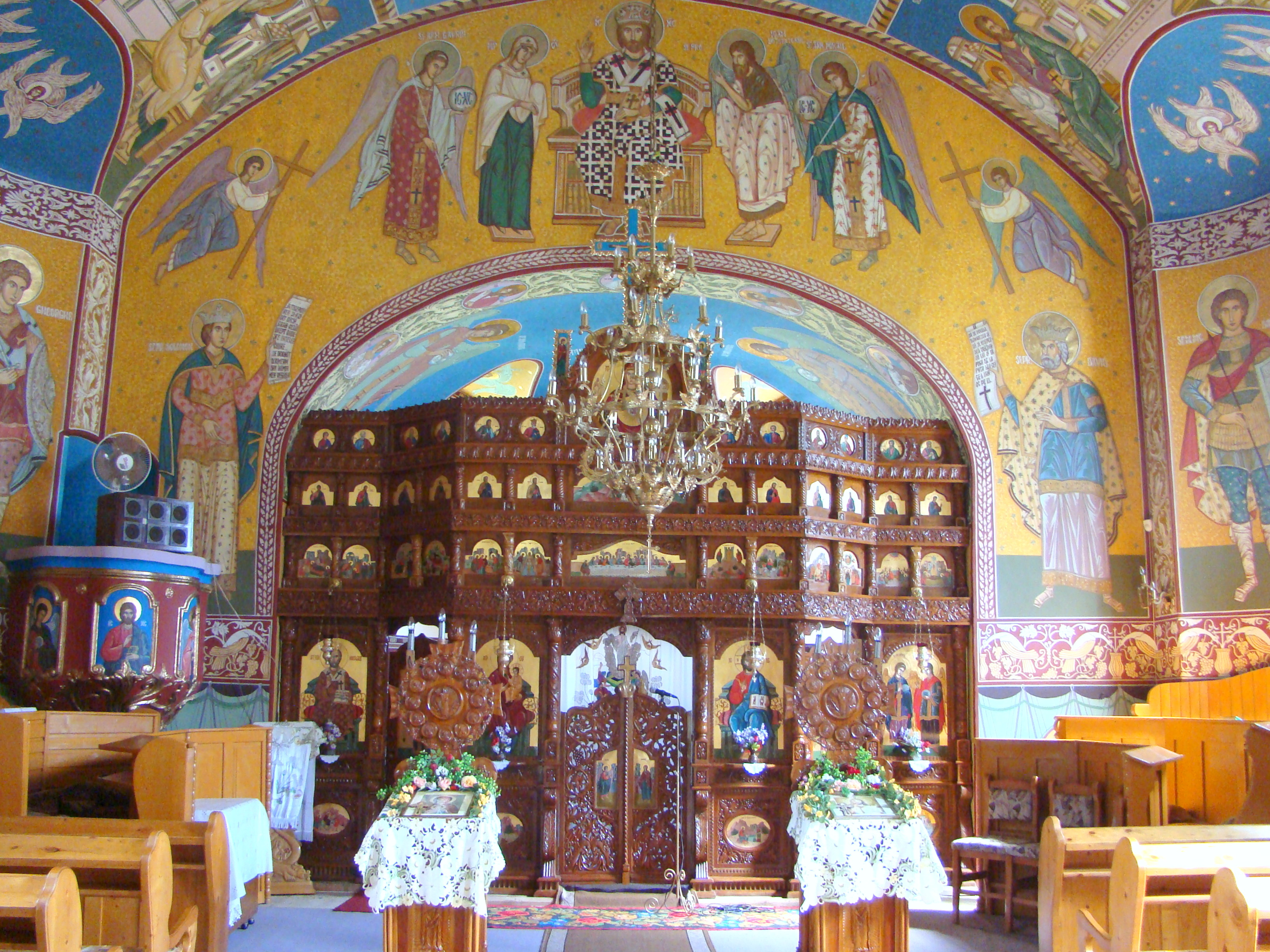
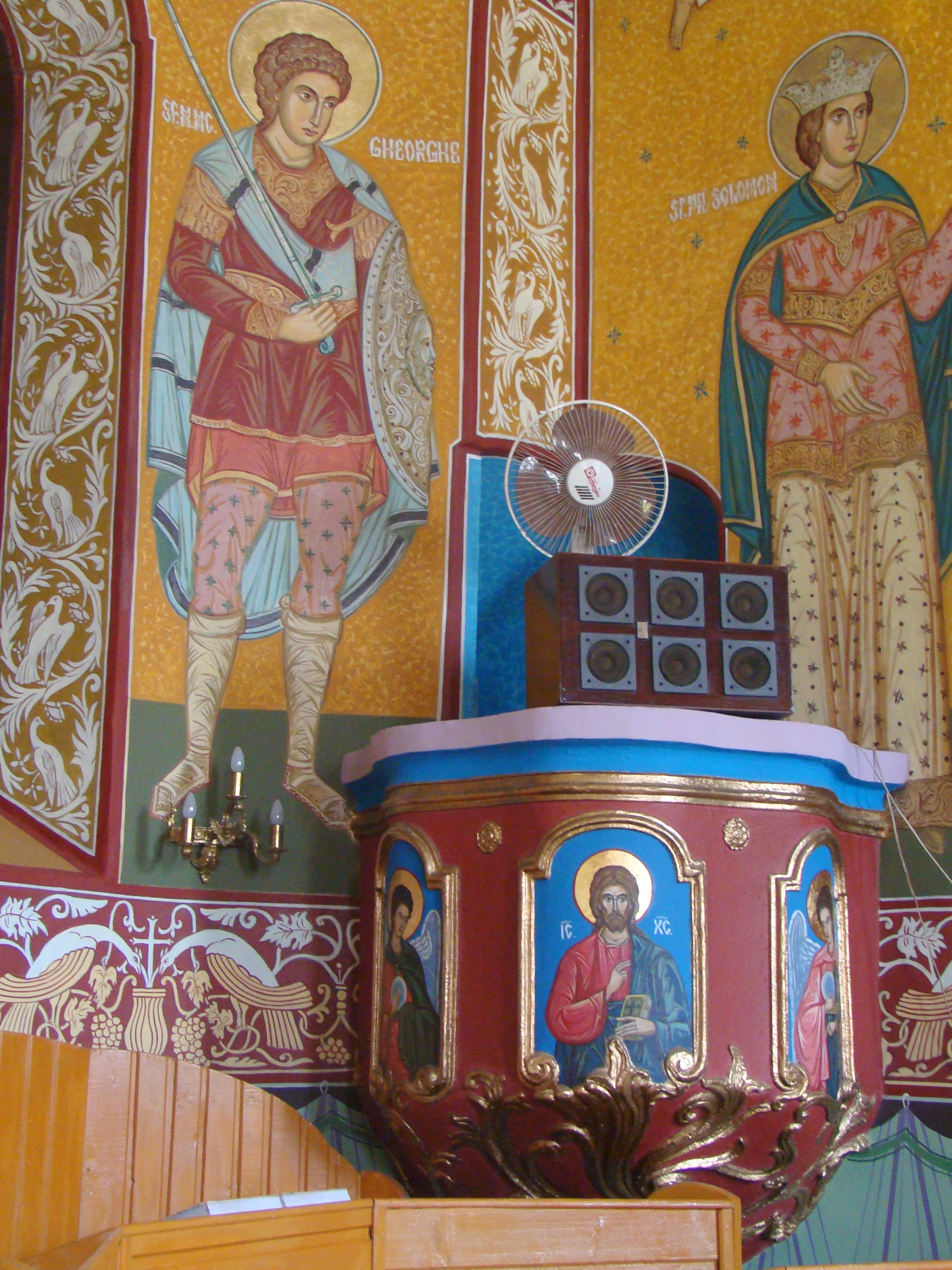
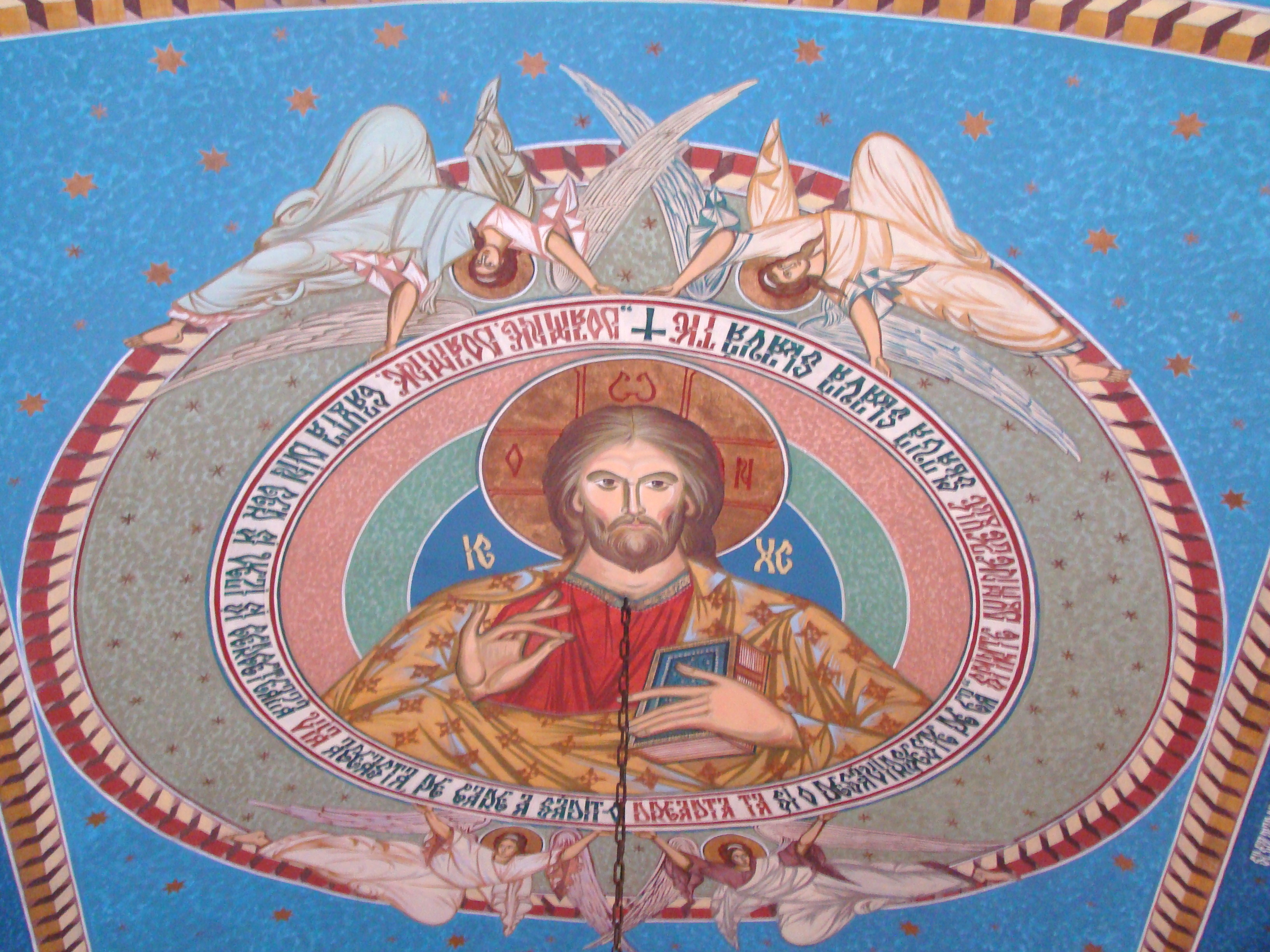
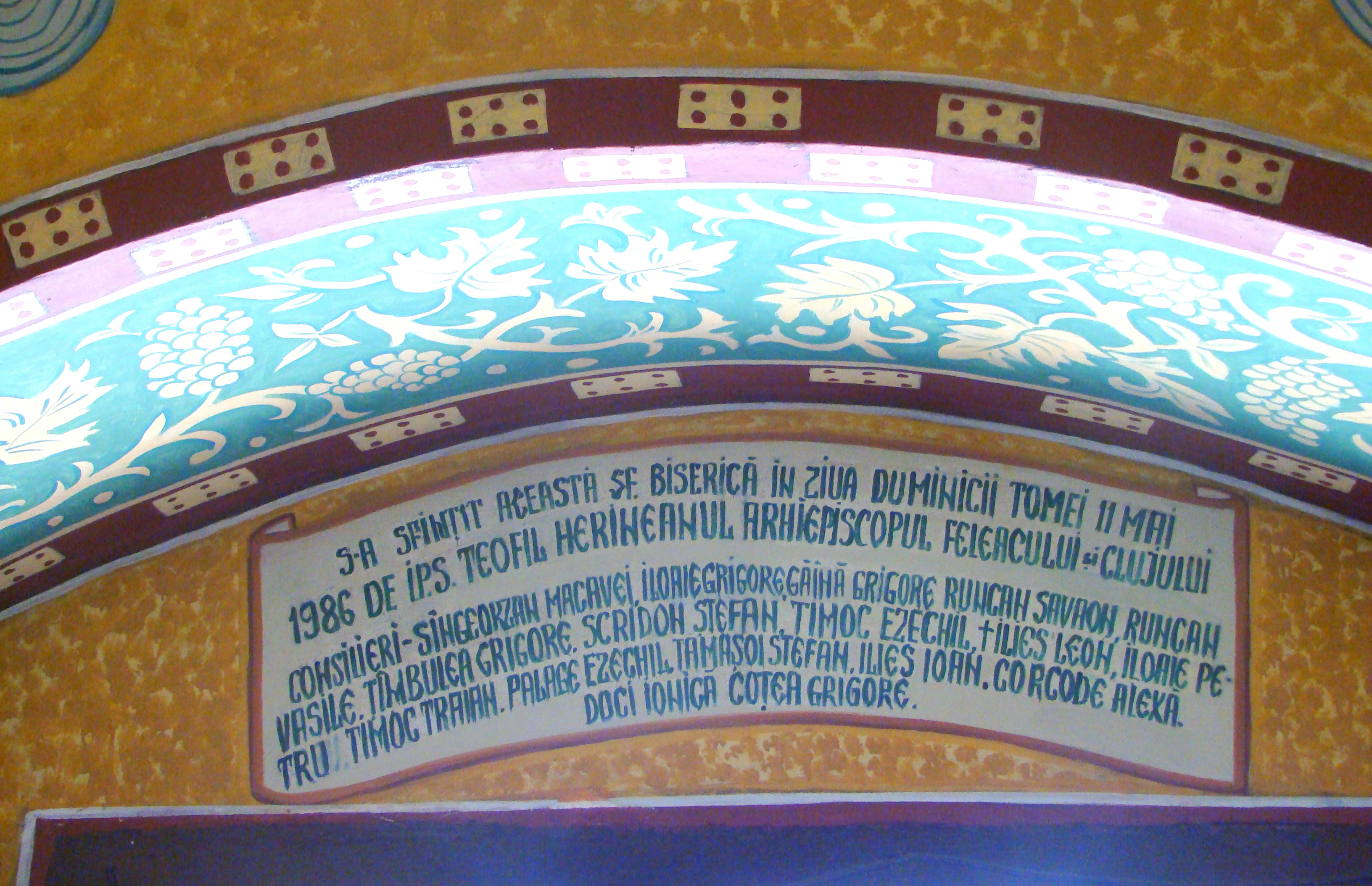
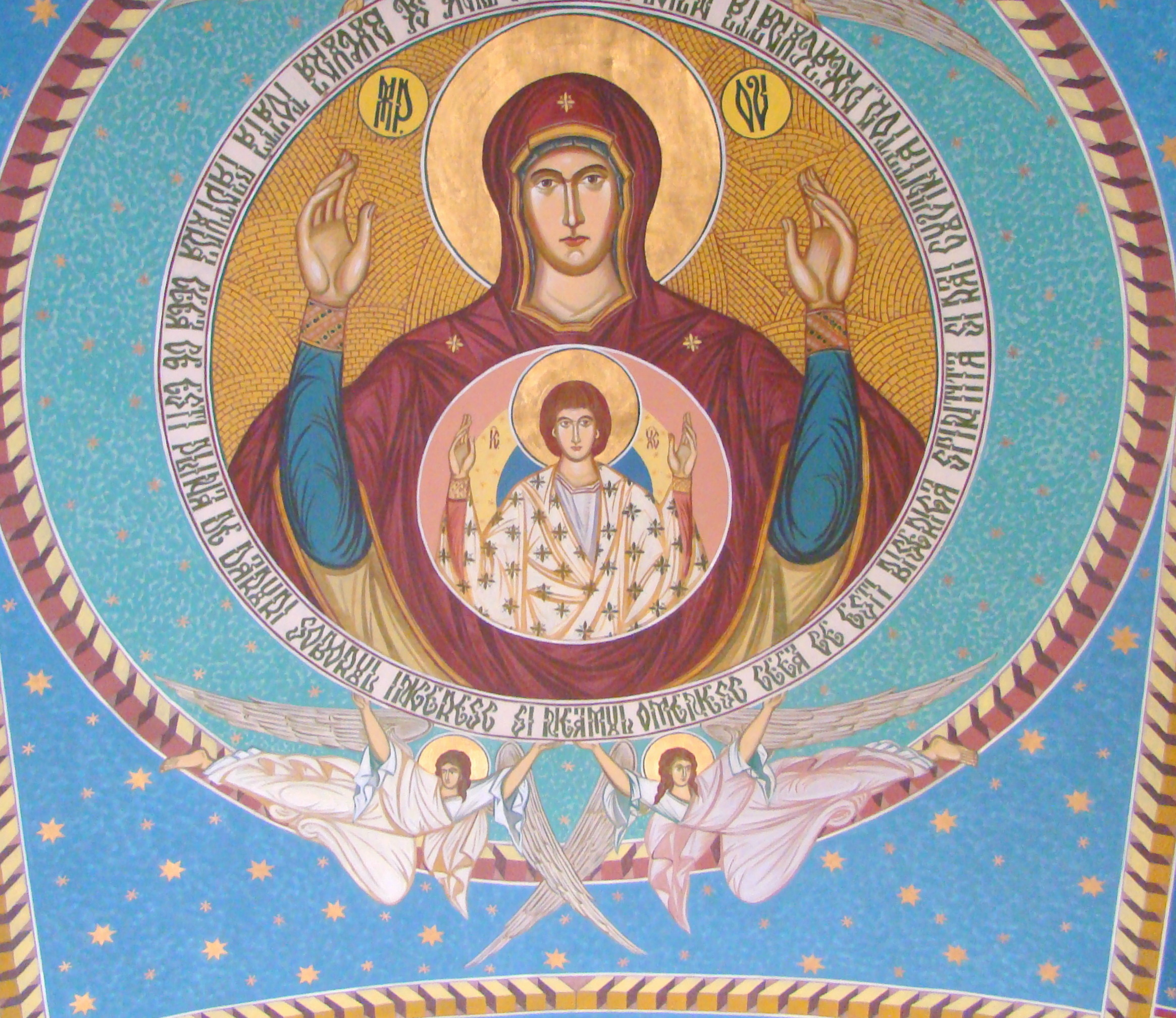
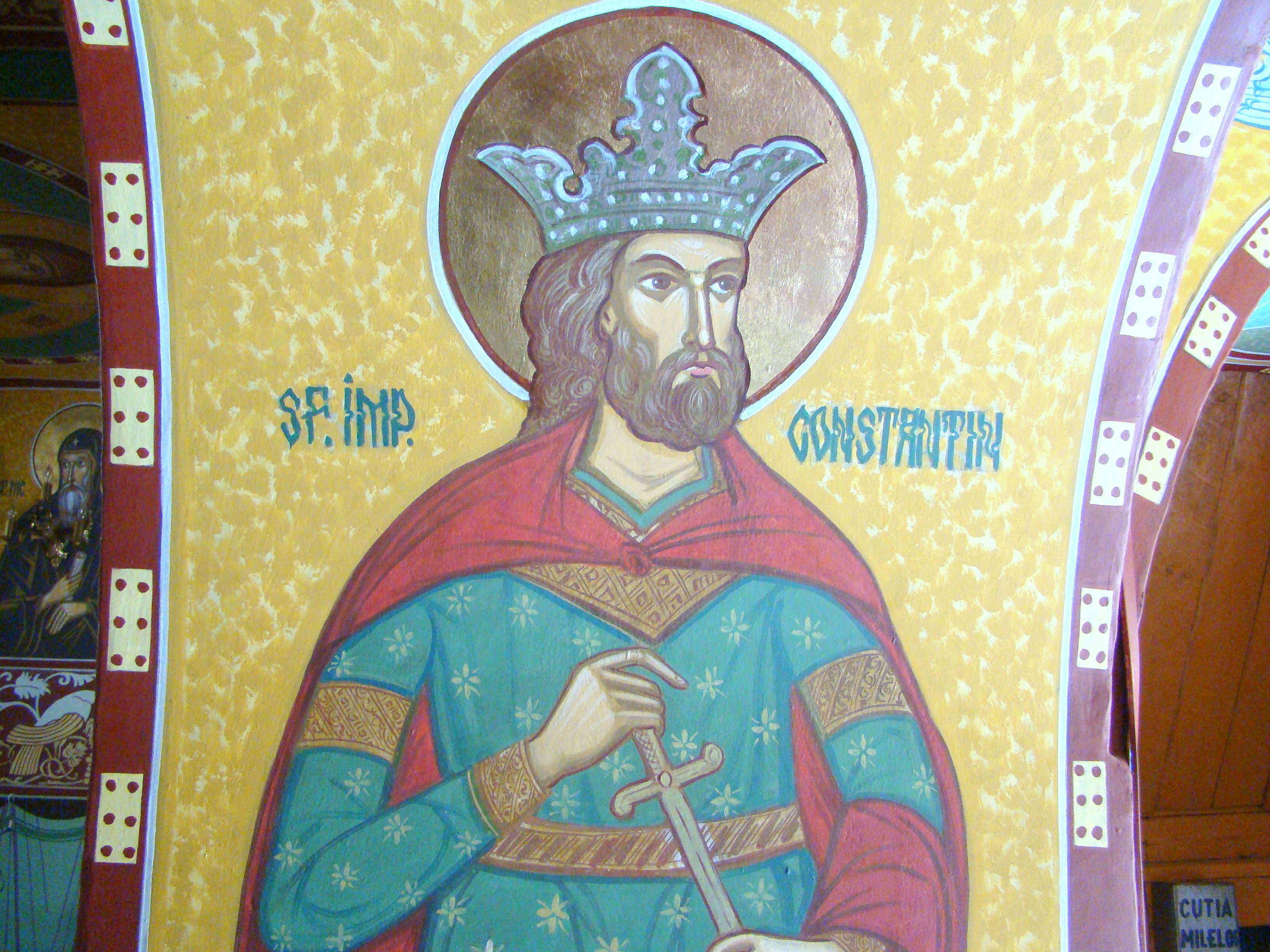
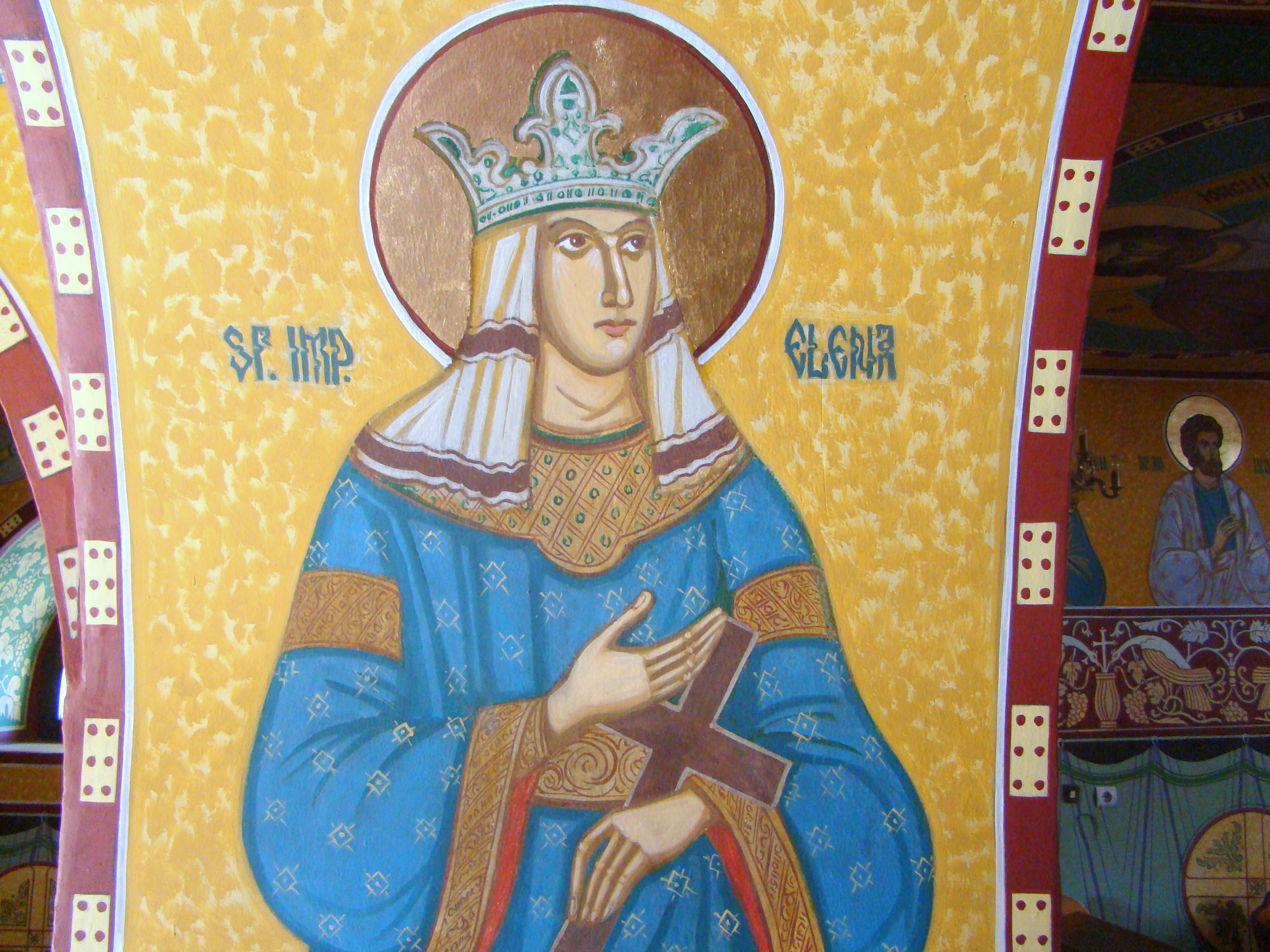
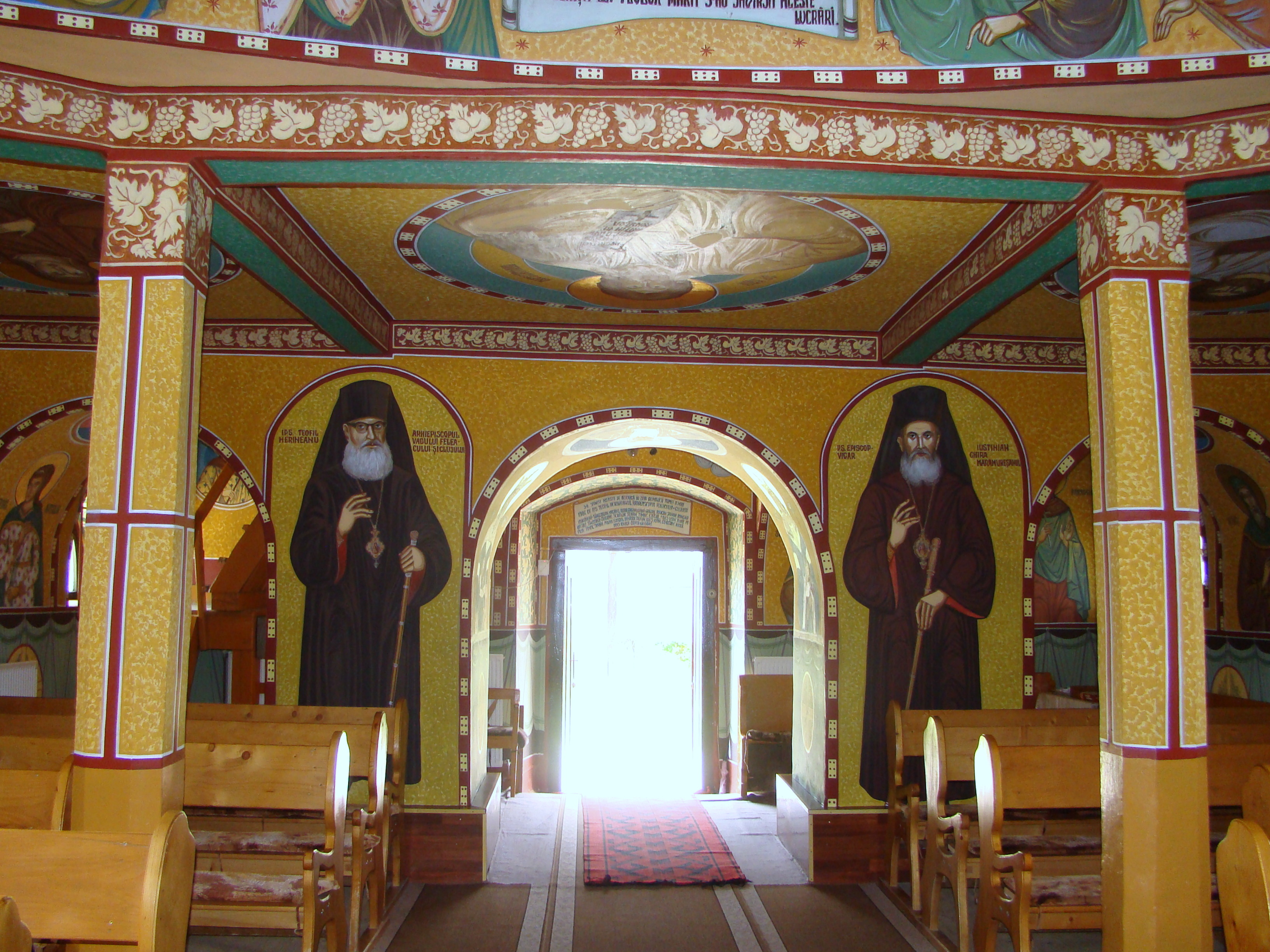